# Carmen Broto
María del Carmen Brotons Buil (Guaso, Huesca, 9 de abril de 1922 - Barcelona, 11 de enero de 1949), más conocida bajo el nombre de Carmen Broto, fue una prostituta española cuyo asesinato conmovió a la sociedad barcelonesa de fines de la década de 1940 y dio origen a morbosos rumores que implicaban en el hecho a jerarcas de la dictadura franquista e incluso a la propia Iglesia católica en la persona de uno de sus dignatarios.

## Biografía

### Una afamada prostituta
Carmen Brotons Buil nació en Casa Pardina de Guaso en 1922, trasladándose pronto a Boltaña con sus tíos. Llegó a Barcelona como muchas otras muchachas pobres de su tiempo y trabajó como sirvienta, hasta que descubrió que de esa forma jamás dejaría atrás su pasado lleno de privaciones. Belleza rubia, de fuerte carácter y sin escrúpulos, se dedicó entonces a la prostitución de lujo con el nombre de «Carmen Broto», frecuentando algunos salones y bailes donde entró en contacto con personajes como Ramón Pané, que le ayudó a montar uno de sus pisos y que le pasó durante un año y medio una cantidad fija al mes, o Juan Martínez Penas, el empresario gallego propietario del teatro Tívoli, que vivía en el hotel Ritz y la utilizó como coartada para enmascarar su homosexualidad.
Poco a poco se fue vinculando con muchos hombres de la alta sociedad, algunos de los cuales pasaron a ser sus protectores, y al final de su vida la Cascabelitos, como era apodada, estaba muy bien relacionada, habiéndose hecho con una pequeña fortuna y una hermosa colección de joyas. Pero Carmen era una mujer confiada, por lo que no se recataba en lucir sus alhajas cuando salía a divertirse con los hombres que eran la base de su negocio o con sus amigos. Entre estos últimos estaba Jesús Navarro Manau, un joven apuesto por el que sentía debilidad y que sería uno de sus asesinos.

### El crimen
Navarro Manau, era hijo de Jesús Navarro Gurrea, un delincuente profesional fichado como "espadista" —esto es, especialista en abrir puertas y cajas fuertes con llaves falsas—, así como por otros actos delictivos. Este último ideó un macabro plan cuyo objetivo no era solo el de sustraer las joyas de Carmen Broto, sino que ella los condujese a Martínez Penas para robarle también a él. Luego matarían a la joven, la harían desaparecer y sobre ella recaerían las sospechas. El plan incluía emborracharla, golpearla y enterrarla en un huerto propiedad de Navarro padre en la calle Legalidad, puesto que era habitual que, de tanto en tanto, se marchara de la ciudad sin dar explicaciones a nadie.
Así, la tarde del 10 de enero de 1949, Jesús llamó a Carmen y le ofreció una de esas noches de juerga desenfrenada que ambos habían vivido ya más de una vez. Carmen acepta encantada y el joven pasó a buscarla en un coche alquilado, junto con su amigo y cómplice Jaime Viñas. 
Se desplazaron entonces a varios lugares de alterne de las calles Rosellón y Casanova. Aunque Carmen bebía mucho, tenía gran resistencia al alcohol, por lo que todavía deberían tomar una última copa. Cuando dio muestras de estar suficientemente bebida, la llevaron al coche y se pusieron en marcha, en busca del mejor lugar para perpetrar el crimen. 
Al pasar delante del Hospital Clínico, Viñas decidió que había llegado el momento de actuar, y mientras Carmen estaba distraída la golpeó fuertemente en la cabeza con un pesado mazo de madera. Pero la mujer se revolvió y peleó con su agresor. Jesús detuvo el automóvil para ayudar a Viñas, y Carmen aprovechó para escapar, pero apenas pudo dar algunos pasos antes de desmayarse y ser de nuevo introducida en el vehículo por sus agresores, ante el portero del hospital, al que convencieron de que la mujer sólo está borracha y la estaban llevando a una clínica privada. Fueron al huerto de la calle Legalidad, donde habían convenido encontrarse con el padre de Jesús, y allí, una vez que comprobaron que Carmen había muerto, se apoderaron de sus joyas y luego enterraron su cadáver.
Pero los asesinos dejaron demasiadas huellas y pistas fáciles para la policía: al marchar el petardeo del coche en la noche helada atrajo al sereno que vio como habían abandonado el auto, lleno de manchas de sangre, el bolso de la víctima en el asiento y el mazo ensangrentado sobre el salpicadero, a pocos metros del huerto y una vez que los investigadores hallaron allí el cadáver, con su abrigo de piel pero sin sus joyas, les fue fácil atar cabos y dar con ellos. Rápidamente Jesús Navarro Manau fue detenido y no tardó en confesar. Su padre y Jaime Viñas se suicidaron tomando cianuro, antes de ser aprehendidos.
Navarro Manau fue condenado a muerte. Sin embargo, logró que le conmutaran la condena por 30 años de cárcel, gracias a las gestiones de sus abogados. Tras permanecer más de una década en el Penal de Ocaña, fue liberado por buena conducta.

## Otras versiones
La versión oficial del crimen no satisfizo a muchos. Sexo, poder y dinero se mezclaban tras las enigmáticas existencias de Carmen y sus asesinos, lo que dio pie a sospechar que aquella fue eliminada porque molestaba a alguien muy poderoso, inmerso en peligrosos negocios ilegales. Se dijo que había tratado de chantajear a uno de sus clientes más poderosos, con fotografías tomadas mientras mantenía relaciones sexuales con menores de edad. Que era la indiscreta querida del gran estraperlista textil Julio Muñoz Ramonet, que suministraba menores al obispo de Barcelona, que ayudaba a traer a dicha ciudad a muchachas de Galicia para después derivarlas hacia la prostitución. Que era la querida de un capitoste del Régimen franquista y varias cosas más. Otra de las pintorescas versiones del drama la dio el propio Jesús Navarro, que llegó a afirmar que la Broto fue "eliminada" porque era confidente de la policía y delatora de los enemigos del régimen, por lo que se la consideraba culpable del fusilamiento de varias personas.
El escritor Esteban Navarro plantea en su novela La rubia del Tívoli, que Carmen Broto se cambió el apellido paterno Brotons por el de Broto, nada más terminar la guerra, ya que su apellido podía relacionarse con el coronel de la guardia civil que defendió Barcelona del asalto de las tropas del general Franco. Respecto al crimen de la calle Legalidad, establece que fue motivado porque Carmen se había convertido en un problema para sus asesinos porque sabía demasiado de ciertos planes inminentes respecto a un robo que llevaban planeando unos meses antes.

## En la cultura popular
El crimen de Carmen Broto fue objeto de múltiples reportajes, novelas y películas. Por ejemplo, el director y productor Pedro Costa le dedicó un capítulo de la prestigiosa serie televisiva La huella del crimen, protagonizado por Silvia Tortosa y Sergi Mateu.
El hecho también fue novelado por Alberto Speratti en su obra El crimen de la calle Legalidad (Barcelona, Martínez Roca, 1983).
Juan Marsé se inspiró en parte en este crimen para su novela Si te dicen que caí, la cual fue adaptada al cine por Vicente Aranda.
En la novela de Andreu Martín Cabaret Pompeya, Carmen Brondo (contrafigura de Carmen Broto) es uno de los personajes importantes  de la novela, aunque no protagonista. Aparece en la tercera parte de la novela, capítulos 41 y siguientes. La novela se desarrolla en la Barcelona de 1920 en adelante, culmina en la del pistolerismo de la patronal y los sindicatos obreros, durante la preguerra, y también durante la guerra civil. La figura de Carmen Brondo aparece humanizada y sin embargo en un despliegue de criminalidad de la que es cómplice y hasta ejecutora, junto con los tres protagonistas de esta novela negra, histórica y política, Fernando, Víctor y Miguel. Para Víctor es el amor de su vida, a pesar de todo. Para Miguel es, con el tiempo, la codiciada amante y cómplice de delincuencias a menudo propiciadas por el poder que acumula Miguel.
De una entrevista a Andreu Martín, en elperiodico.es, de 17 de noviembre de 2011: “Hay un enigma, y burdeles, y atracos, bombas y asesinatos, algunos históricos, como los del Noi del sucre, el abogado Francesc Layret o la prostituta Carmen Broto. Pero Cabaret Pompeya (Edicions 62), Premi Sant Joan, no es una novela negra, como las muchas que Andreu Martín (Barcelona, 1949), ganador del último Pepe Carvalho, atesora en su haber. Es un inmenso fresco histórico que bebe de la negrura de historias cotidianas y de la historia en mayúsculas nacida en la Barcelona de las pistolas de los años 20, perpetuada en la posguerra y hasta la muerte de Franco…”